# Daniel Humair
Daniel Humair (Geneve, 23 mei 1938) is een Zwitserse jazzdrummer, componist en kunstschilder.

## Biografie
Humair begon op zijn zevende klarinet en drums te spelen. Toen hij 14 was ontdekte hij de jazz dankzij een plaat van Tommy Ladnier en Mezz Mezzrow. In 1958 won hij bij de internationale amateurwedstrijd van het jazzfestival in Zürich de eerste prijs in drie categorieën, waarna hij toerde met onder andere saxofonist Don Byas. In 1958 vestigde hij zich in Parijs, waar hij met musici als Chet Baker, Kenny Dorham, Eric Dolphy, Jackie McLean, Phil Woods, Lucky Thompson, Bud Powell, Nico Bunink, Stéphane Grappelli en Oscar Pettiford werkte. Hij speelde tot 1965 in het trio van Martial Solal, begeleidde Amerikaanse jazzmusici en werkte samen met René Urtreger en Pierre Michelot. In 1965 werkte hij mee aan Attila Zoller's album The Horizon Beyond en ging hij samenwerken met Jean-Luc Ponty (in een trio, tevens werkte hij mee aan Ponty's debuutalbum Sunday Walk). Hij deed mee aan het ethno-jazz-project Noon in Tunisia van George Gruntz. In 1968 werd hij lid van Phil Woods' European Rhythm Machine. In 1972 was Humair met George Gruntz, de broers Franco en Flavio Ambrosetti de mede-oprichter van "The Band“, waaruit later de George Gruntz Concert Jazz Band voortkwam. In de jaren zeventig werkte hij veel samen met Michel Portal.
Hij trad op met o.m. Jim Hall, Lee Konitz, Art Farmer, Joe Henderson, Dexter Gordon, Johnny Griffin, Herbie Mann, Anthony Braxton en Hampton Hawes en begon eind jaren zeventig met Henri Texier en François Jeanneau een trio. Halverwege de jaren tachtig ging hij in een trio met Joachim Kühn en Jean-François Jenny-Clark samenwerken. Na het overlijden Jenny-Clark in 1998 voegden Dominique Pifarély en Jean-Paul Céléa zich bij Kühn en Humair. De drummer werkte tevens samen met Jean-Christian Michel, Dave Liebman, Richard Galliano, Jerry Bergonzi en (in een trio) met Bruno Chevillon en Marc Ducret. Met Enrico Rava, Miroslav Vitous en Franco d'Andrea vormde hij een all-star-kwartet.
Humair treedt wereldwijd op op jazzfestivals. Hij werkte mee aan meer dan tweehonderd albeums en bracht onder eigen naam meer dan vijftien platen uit. 
Hij speelde mee op soundtracks en componeerde zelf ook filmmuziek.

## Prijzen en onderscheidingen
In 1986 benoemde de Franse regering hem tot Chevalier des Arts et des Lettres. In 1987 kreeg hij de Grand Prix du Jazz van de auteursrechtenorganisatie SACEM. Verder ontving hij de Prix Charlie Parker van de Académie du Disque en de Prix In Honorem van de Académie Charles Cros.

## Kunst
Humair is sinds de jaren 60 ook actief als kunstschilder. Zijn abstracte schilderijen bevinden zich in meerdere verzamelingen in Europa.

## Discografie (selectie)
- Live at „Caméléon“ Paris, Vol. 1/2, 1968
- Humair, Jeanneau, Texier, 1979
- 9-11 P.M. Town Hall, 1988
- Quatre, 1989
- Edges, 1991
- Usual Confusion, 1994
- Update 3.3, 1996
- Quatre fois trois, 1997
- Flench wok, 2005
- Sweet & Sour, 2012